# Польовий аеродром

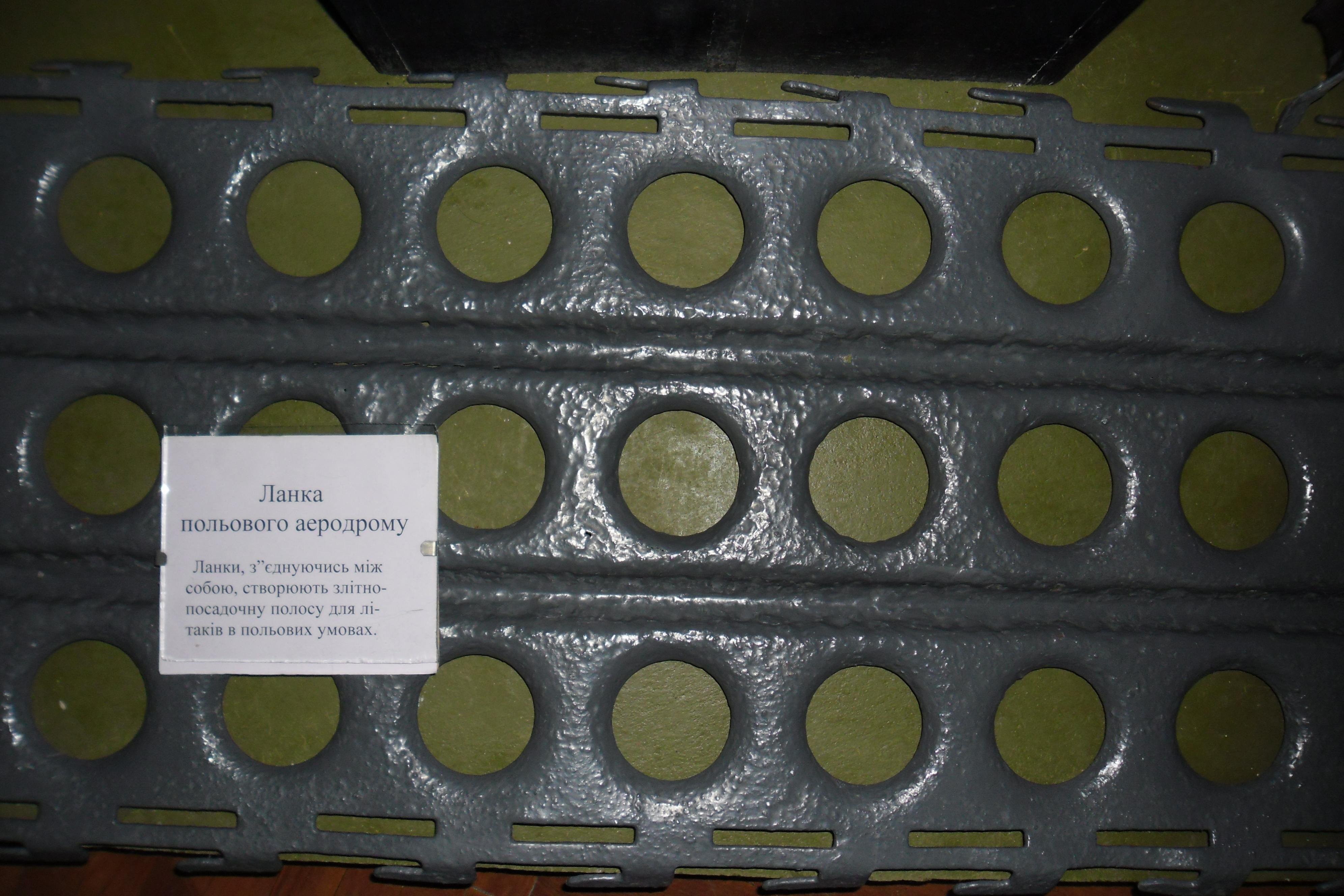
Ланка польового аеродрому.

Польовий аеродром — аеродром, призначений для короткочасного базування авіаційних військових частин. Як правило, польовий аеродром має ґрунтові або збірно-розбірні металеві покриття злітно-посадкової смуги, руліжних доріжок, місця стоянки, мінімум табельних споруд і рухоме обладнання.